# 傑西·溫徹斯特
傑西·溫徹斯特（英語：James Ridout Winchester，Jesse Winchester，1944年5月17日—2014年4月11日），是一名美国音乐家和作曲家，他因越南战争活动为著名，为避免参战，他甚至迁居到加拿大。1973年加入加拿大国籍。后大赦，并重返美国。
他为很多歌手制作歌曲，其中包括帕蒂·佩奇、艾维斯·卡斯提洛、吉米·巴菲特、琼·贝兹、安妮·莫莉、瑞芭·麦肯泰尔、艾佛利兄弟和爱美萝·哈里斯
2014年，他因膀胱癌死于弗吉尼亚州的家乡，享年69岁。